# Credință (Star Trek: Generația următoare)
„Credință” (titlu original: „Allegiance”) este al 18-lea episod din al treilea sezon al serialului TV american științifico-fantastic Star Trek: Generația următoare și al 66-lea episod în total. A avut premiera la 26 martie 1990.
Episodul a fost regizat de Winrich Kolbe după un scenariu de Richard Manning și Hans Beimler. 

## Prezentare
Niște extratereștri îl răpesc pe Jean-Luc Picard și îl înlocuiesc cu o dublură, care îndreaptă nava Enterprise către un pulsar. Între timp, adevăratul Picard, împreună cu alți câțiva prizonieri, încearcă să evadeze din închisoarea în care se află.

## Actori ocazionali
- Stephen Markle - Kova Tholl
- Reiner Schöne - Esoqq
- Joycelyn O'Brien -s Mitena Haro
- Jerry Rector - Alien
- Jeff Rector - Alien